# Thirsk
Thirsk är en stad och civil parish i North Yorkshire i Storbritannien. Orten har 4 703 invånare (2001). Staden är belägen i dalen Vale of Mowbray, inte långt från North York Moors. Genom staden rinner ån Cod Beck.
Staden omnämns redan i Domesday Book från 1089 och kallas då Tresche, ett fornnordiskt ord för träsk (þresk). Thirsk omges av ett antal mindre byar som också kan härledas till danska bosättningar från vikingatiden, till exempel Thirlby, Boltby och Borrowby.
Thirsk är kanske mest känd som en av förebilderna till den brittiske författaren James Herriots fiktiva hemstad Darrowby.